# 河原和音
河原 和音（かわはら かずね、1972年3月11日 - ）は、日本の漫画家。北海道滝川市出身。血液型A型。

## 略歴
- 1972年 - 3月11日、北海道滝川市で生まれる[1]。
- 1991年 - 『別冊マーガレット』（集英社）4月号に掲載された読切『彼のいちばん好きな人』で漫画家デビューを果たす[1]。以降、『別冊マーガレット』を中心に執筆活動を続けており[7]、1994年からは同誌で半年と空けずに漫画の連載を続けている。
- 1996年 - 『別冊マーガレット』（集英社）より『先生!』の連載を開始、教師と生徒の恋愛を描いてヒット作になる[1]。同作は2003年まで連載され、きらの『まっすぐにいこう。』、永田正実の『恋愛カタログ』と並んで、同時期の『別冊マーガレット』を代表する作品となった。
- 2003年 - 『別冊マーガレット』（集英社）より2008年まで『高校デビュー』を連載。コミックスの累計の売り上げが600万部を超える人気漫画となり、2011年に実写映画化された。
- 2008年 - 『別冊マーガレット』（集英社）より2015年まで『青空エール』を連載。2010年7月には『青空エール』第5巻の発売を記念して自身初のサイン会を開いた[8]。
- 2011年 - 『別冊マーガレット』（集英社）より2016年まで原作者として『俺物語!!』（作画：アルコ）を連載。
- 2016年 - 『別冊マーガレット』（集英社）2月号より『素敵な彼氏』を連載開始[9]、同作は2020年11号を連載終了[10]。
- 2021年 - 『別冊マーガレット』（集英社）7月号より『太陽よりも眩しい星』を連載開始[11]。
- 2022年 - 『太陽よりも眩しい星』が『このマンガがすごい!2023』（宝島社）オンナ編にて第8位に入賞した[12]。

## 人物
少女漫画家の中でも、キャラクターの独特の心理描写と大胆な物語構成に定評がある。
音楽一家に生まれており、父は元音楽教師のピアニスト。叔父は札幌コンセルヴァトワール院長の宮澤功行（名付け親でもある）で、ピアニストの宮澤むじか、ヤフー取締役 専務執行役員の宮澤弦はいとこにあたる。

## 作品リスト

### 単行本
- 幸せのかんづめ（1993年4月22日発売[14]、ISBN 4-08-848092-9）
  - 幸せのかんづめ（『デラックスマーガレット』1993年1月号）
  - 男の子にはわかるまい（『デラックスマーガレット』1992年9月号）
  - ミリオン・ワーズ（『デラックスマーガレット』1992年7月号）
  - 可愛さあまって（『デラックスマーガレット』1992年5月号）
  - いつも私がここにいる。（『ザ マーガレット』1992年2月号）
- 天晴（てんせい）（1993年10月25日発売[15]、ISBN 4-08-848150-X）
  - 天晴（てんせい）（『デラックスマーガレット』1993年5月号）
  - ONE AND ONLY（『別冊マーガレット』1993年7月号 - 8月号）
  - 愛してくれない（『別冊マーガレット』1993年2月号）
- 君が好きだから!!（1994年6月24日発売[16]、『別冊マーガレット』1994年1月号 - 4月号、ISBN 4-08-848231-X、全1巻）
- 無敵のLOVE POWER（1995年1月25日発売[17]、ISBN 4-08-848301-4）
  - 無敵のLOVE POWER（『別冊マーガレット』1994年8月号）
  - 無敵のLOVE POWER 2（『別冊マーガレット』1994年10月号）
  - 17年目で奇跡を待って（『別冊マーガレット』1994年6月号）
- 泣きたくなったら教えてね（1995年7月25日発売[18]、ISBN 4-08-848376-6）
  - 泣きたくなったら教えてね（『デラックスマーガレット』1995年5月号）
  - 明日は晴れる?（『別冊マーガレット』1994年12月号 - 1995年2月号）
- 修学旅行（1996年6月25日発売[19]、ISBN 4-08-848520-3）
  - 修学旅行（『別冊マーガレット』1995年11月号）
  - 恋心（『別冊マーガレット』1993年11月号）
  - せっかく夏だし（『別冊マーガレット』1995年8月号）
- 500マイル（1996年9月25日発売[20]、ISBN 4-08-848556-4）
  - 500マイル〜おひさま線〜（『別冊マーガレット』1996年4月号）
  - 500マイル〜さよなら線〜（『別冊マーガレット』1996年5月号）
  - 500マイル〜しあわせ線〜（『別冊マーガレット』1996年6月号）
- 先生!（1996年 - 2003年、全20巻）
- プラチナ・スノウ（2000年10月25日発売[21]、ISBN 4-08-847294-2）
  - プラチナ・スノウ（『別冊マーガレット』1999年2月号）
  - キロロ取材（スキー）レポート（描きおろし）
  - 魔女にご用心（『別冊マーガレット』2000年2月号）
- 愛のために（2002年12月14日発売[22]、ISBN 4-08-847584-4）
  - 愛のために（『別冊マーガレット』2002年9月号）
  - こんな私でよかったら（『別冊マーガレット』2001年8月号）
  - チョコレート・ステークス（『別冊マーガレット』2002年2月号）
- 高校デビュー（2003年 - 不定期連載、本編全13巻、遠恋編既刊2巻、計既刊15巻）
- 青空エール（2008年 - 2015年、全19巻）
- 友だちの話（2009年 - 2010年、原作担当、作画：山川あいじ、全1巻）
- 俺物語!!（2011年 - 2016年、原作担当、作画：アルコ、全14巻）
- 素敵な彼氏（2016年 - 2020年、全14巻）
- から騒ぎ[23]（原案：ウィリアム・シェイクスピア『空騒ぎ』、2021年4月23日発売[24][25]、『別冊マーガレット』2021年1月号[26] - 2021年4月号[27]、ISBN 978-4-08-844483-3、全1巻）
- 太陽よりも眩しい星[28]（『別冊マーガレット』2021年7月号[11] - 連載中、既刊11巻）
  1. 2021年10月25日発売[29][30]、『別冊マーガレット』2021年7月号[11] - 10月号、ISBN 978-4-08-844539-7
  2. 2022年2月25日発売[31]、『別冊マーガレット』2022年11月号 - 2022年2月号、ISBN 978-4-08-844579-3
  3. 2022年6月23日発売[32]、『別冊マーガレット』2022年3月号 - 6月号、ISBN 978-4-08-844612-7
    - くいしんぼう（『別冊マーガレット』2021年12月「太陽よりも眩しい星1巻Twitterキャンペーン」公開分）

  4. 2022年10月25日発売[33]、『別冊マーガレット』2022年7月号 - 10月号、ISBN 978-4-08-844698-1
  5. 2023年2月24日発売[34]、『別冊マーガレット』2022年11月号 - 2023年2月号、ISBN 978-4-08-844707-0
  6. 2023年6月23日発売[35]、ISBN 978-4-08-844750-6
  7. 2023年10月25日発売[36]、ISBN 978-4-08-844836-7
  8. 2024年2月22日発売[37]、ISBN 978-4-08-844873-2
  9. 2024年7月25日発売[38]、ISBN 978-4-08-843028-7
  10. 2024年11月25日発売[39]、ISBN 978-4-08-843061-4
  11. 2025年4月24日発売[40]、ISBN 978-4-08-843129-1

### 文庫本
全て集英社文庫から刊行されている。
- 先生!（全11巻）
- 高校デビュー（全8巻）

### その他
- 『クローバーフレンズ』シリーズ（角川つばさ文庫、作：あいはらひろゆき） - イラスト
- 『雲は湧き、光あふれて』シリーズ（集英社オレンジ文庫、作：須賀しのぶ） - 表紙イラスト
- まゆげの角度は45度で[注 1]（『別冊マーガレット』2013年6月号[41]、『別冊マーガレット』2014年2月号別冊ふろく『BETSUMA 50TH ANNIVERSARY SPECIAL TRIBUTE VOL.2』[42]、『君に届け』22巻収録）
- くらもち本 〜くらもちふさこ公式アンソロジーコミック〜（2018年1月25日発売[43]、ISBN 978-4-08-845887-8）
  - scene67.9（描きおろし）
- いくえみ綾 デビュー40周年スペシャルアニバーサリーブック SMILE![44]（2019年9月25日発売[45]、ISBN 978-4-8342-8500-0）
  - （タイトル不明）（描きおろし）
- 総特集 大和和紀 デビュー55周年記念[46]（2021年7月14日発売[47]、ISBN 978-4-309-98032-4）
  - （タイトル不明）（描きおろし）
- （タイトルなし）[48]（『Cocohana』2022年1月号別冊ふろく『ココハナ創刊10周年 ANNIVERSARY BOOK』） - イラスト

### 単行本未収録作品
- 彼の一番好きな人（『別冊マーガレット』1991年4月号、『金のティアラ』集英社オリジナル2007年10月「金のティアラ大賞」設立記念特別号、デビュー作）
- 俺ライド!!（『別冊マーガレット』2013年7月号[49]、『別冊マーガレット』2014年2月号別冊ふろく『BETSUMA 50TH ANNIVERSARY SPECIAL TRIBUTE VOL.2』[50]）
- 俺コイ!!Boys side[51]（『週刊少年ジャンプ』2013年40号）
- 俺コイ!!Girls side[52]（『別冊マーガレット』2013年10月号）
- 青空エール 特別編[53]（『別冊マーガレット』2016年9月号）
- ラッキーガール[54]（『Cocohana』2017年2月号[55]、2017年4月号[56]）
- 先生!スピンオフ[57]（『別冊マーガレット』2017年11月号）
- 俺物語!! 番外編[58]（『別冊マーガレット』2018年10月号）
- 嘘か誠か夢か恋（原作担当、作画：アルコ、『Cocohana』2022年12月号[59][60] - 2023年1月号[61]） - 前後編
- あの子はあひるのこ（原作担当、作画：渡辺カナ、『別冊マーガレット』2025年8月号[62]）